# Antonio Londoño
Antonio "Toño" Londoño, né le 15 décembre 1954 dans le département d'Antioquia, est un coureur cycliste colombien des années 1970 et 1980. Il est notamment vainqueur du premier championnat de Colombie professionnel.

## Repères biographiques
Lors d'une carrière cycliste à l'exceptionnelle longévité, jalonnée de succès nationaux comme internationaux, il s'est surtout distingué en intégrant le quartet colombien du 100 km contre-la-montre lors des Jeux bolivariens, centraméricains ou panaméricains.
En 1979, à l'issue d'un sprint serré, il dispose de ses quatre compagnons d'échappée pour s'imposer dans le championnat de Colombie. Mais il est rapidement déclassé au profit de Julio Alberto Rubiano pour avoir reçu, après une crevaison, une roue de Balbino Jaramillo (es), pourtant son coéquipier. Ce qui constitue, selon le règlement, une aide illicite.
En 1985, il fait partie de la première équipe colombienne à participer au Tour d'Italie.
En juin 1986, après être resté plusieurs jours dans la même seconde que le leader de la course, Reynel Montoya, sur le Tour de Colombie, Antonio Londoño devient le premier champion de Colombie professionnel. S'échappant à une vingtaine de kilomètres de l'arrivée, il ne peut néanmoins empêcher le retour de son coéquipier, Israel Corredor, à moins de deux mille mètres du terme de l'épreuve. Cependant ce dernier lui laisse la victoire. Le championnat se terminant sur un triplé pour leur équipe Postobón. Ce qui lui permet, quelques jours plus tard, de prendre part à son seul et unique Tour de France où il se rend avec la volonté de faire du mieux possible. Mais il doit abandonner lors de la 12e étape. Une chute autour du 30e km lui occasionne une fracture du péroné gauche et un traumatisme thoracique.

## Palmarès
- 1977
  - Tour du Chili :
    - Classement général
    - 8e étape
- 1978
  - Clásica Domingo a Domingo
  -  Médaillé d'argent du 100 km contre-la-montre par équipes des championnats panaméricains
  -  Médaillé de bronze du 100 km contre-la-montre par équipes des Jeux d'Amérique centrale et des Caraïbes (es)[7]
- 1979
  - Prologue du Tour du Chili (contre-la-montre par équipes)
  - 3e du Tour du Chili
- 1980
  - 7e étape du Tour de Colombie
  - 2e de la Coors Classic
- 1981
  - 1re étape du Tour de Colombie (contre-la-montre par équipes)
  -  Médaillé de bronze du 100 km contre-la-montre par équipes des championnats panaméricains
- 1983
  - 2e étape du Tour de Colombie (contre-la-montre par équipes)
- 1984
  - 2e du Tour du Guatemala
- 1985
  - Clásica de Antioquia
- 1986
  -  Champion de Colombie sur route
  - 2e étape du Tour de Colombie (contre-la-montre par équipes)

## Résultats sur les grands tours

### Tour de France
Une participation.
- 1986 : abandon (12e étape)

### Tour d'Italie
Une participation.
- 1985 : 72e au classement général

### Tour d'Espagne
Aucune participation.

## Résultats sur les championnats

### Championnats du monde
- San Cristóbal 1977 : 12e du 100 km par équipes (avec Luis Carlos Manrique (en), Hernán Donneys et Víctor Ladino)[8].